# Muhamed Filipović
Pour les articles homonymes, voir Filipović.
Muhamed Filipović (né le 13 août 1929 à Banja Luka (Royaume des Serbes, Croates et Slovènes) et mort le 25 février 2020 à Sarajevo (Bosnie-Herzégovine) est un académicien, philosophe, essayiste et historien yougoslave puis bosnien. 
Il est considéré comme l'un des plus importants intellectuels bosniens, notamment en raison de ses analyses impartiales,,.

## Biographie
Muhamed Filipović a suivi ses études supérieures à la Faculté de philosophie de l'université de Sarajevo, où il a obtenu son doctorat en 1960. Membre de l'Académie des sciences et des arts de Bosnie-Herzégovine, il a enseigné à l'université de Sarajevo et il est l'auteur de nombreuses monographies et articles en logique, philosophie, histoire de la vie culturelle de la Bosnie-Herzégovine, esthétique et politique,,.
Son œuvre la plus célèbre est Lenjin - monografija njegove misli (Lénine - monographie sur sa pensée) qui a été traduit en danois, en suédois, en français, en bulgare, en slovaque, en italien et en chinois.
Pendant la guerre en Bosnie-Herzégovine, il était l'ambassadeur de la République de Bosnie-Herzégovine au Royaume-Uni. 

## Œuvres
- Lenjin - monografija njegove misli
- Religija i moral
- Etički osnovi humanizma
- Marksizam i savremena filozofija
- Marksistička filozofija
- Safet Krupić-filozof,esejist i književni kritičar
- Filozofija jezika I i II
- Bošnjačka politika, -Svjetlost, 1996
- Bosna i Hercegovina-najvažnije geografske, demografske,historijske, kulturne i političke činjenice, Copact-E, Sarajevo, 1997
- "unjina nedovršena priča-Banjaluka u kazivanju Muhameda Filipovića, Emin Krkić, 1999
- Pokušaj jedne duhovne biografije, Aicena, Sarajevo, 1999
- Bio sam Alijin diplomata I i II, Delta, Bihać, 2000
- Deset predavanja o ideji Evrope, Pravni centar Fond otvoreno društvo BiH, Sarajevo, 2000
- Jedno dugo, dugo putovanje uz Lim i oko Pestera, Svjetlost, Sarajevo, 2001
- Komunizam i nostalgija, Svjetlost, Sarajevo, 2001
- Pitanje odgovornosti za rat u BiH, Svjetlost
- Islam i teror, El-Kalem, Sarajevo, 2002
- Metodologija znanosti i znanstvenog rada, Svjetlost, Sarajevo, 2004
- Tragedija Bosne
- Povijest i naše mišljenje o njoj
- Historija duhovnog života na tlu Bosne i Hercegovine, knjige I,II,III,IV, Svjetlost 2005
- Devetnaest etida o Mihailu Bahtinu, Svjetlost 2005
- Bosanski duh lebdi nad Bosnom, Prosperitet, 2006